# ويلتون إيفي
ويلتون إيفي (بالإنجليزية: Wilton Ivie)‏ هو عالم حشرات وأستاذ جامعي أمريكي، ولد في 28 مارس 1907 في يوريكا في الولايات المتحدة، وتوفي في 8 أغسطس 1969 في كانساس في الولايات المتحدة بسبب حادث مرور.